# Volga Group
Volga Group — частная инвестиционная группа, объединяющая активы предпринимателя Геннадия Тимченко. Зарегистрирована в России. До июня 2013 года носила название Volga Resources Group.

## История компании
В апреле 2007 года частный инвестиционный фонд Volga Resources SICAR S.A основан Геннадием Тимченко для объединения собственных российских и зарубежных активов. В июле этого же года фонд прошел процедуру реструктуризацию, сменив регистрационную форму на SICAV-SIF S.A..
В 2008 году компания Volga Resources приобретает 5 % акций компании «Новатэк» — крупнейшего независимого производителя газа в России. Впоследствии доля в компании была доведена до 23 %. В этом же году, было консолидировано 80 % акций компании ОАО «Стройтрансгаз» — международной строительной компании, специализирующейся в области инфраструктурного строительства. В настоящее время группе принадлежит 63 % акций компании «Стройтрансгаз».
В 2010 году Volga Resources инвестирует в строительство терминала деловой авиации в МАШ Шереметьево (управляет проектом ООО «Авиа-групп») и терминала деловой авиации «Пулково-2» в Санкт-Петербурге. Авиационные активы были проданы в марте 2014 года.
Около $100 млн, по данным СМИ, инвестируется в строительство завода по производству безалкогольных напитков в городе Кулебаки (Нижегородская область). В настоящий момент на предприятии производится минеральная вода и безалкогольные напитки под брендами «Акваника» и «Министерство газировки».
Кроме того, фонд Volga Resources приобрел блокирующий пакет акций российской компании «Геотек Холдинг», занимающийся сейсморазведкой на территории России и в странах СНГ. Впоследствии актив был продан.
В 2011 году фонд покупает пакет акций крупнейшего в России нефтегазохимического холдинга ОАО «СИБУР Холдинг». К настоящему моменту, Volga Group принадлежит 15,3 % акций холдинга.
В этом же году Volga Resources профинансировала сделку по выкупу контрольного пакета акций компании «Колмар» у структур Михаила Прохорова «Интергео». Сделка структурировалась путём предоставления займа совладельцу компании «Колмар», Анатолию Митрошину в размере около 300 млн $ с последующей конвертацией долга в долю в компании в результате её реструктуризации. В настоящее время 30 % акций группы «Колмар» принадлежит Volga Group.
В июне 2011 года была совершена сделка по покупке 30 % пакета акций компании «Русское море», сумма сделки, по сообщениям СМИ, составила около 1,2 млрд рублей. Однако уже в 2014 году актив был полостью продан.
В 2012 году фонд Volga Resources приобретает около 90 % ООО «Сахатранс», которая в момент покупки имела в собственности около 200 га земли в бухте Мучке, рядом с морским торговым портом Ванино. На участке планируется постройка терминала по перевалке угля и железорудного концентрата мощностью 10-12 млн тонн в год.
В этом же году компания Геннадия Тимченко получила контроль над 12,5 % страховой компании «Согаз». В 2014 году доля в компании была продана.
В июне 2013 года на первом дне Петербургского международного экономического форума была проведена официальная презентация Volga Group — обновлённой управляющей компании, консолидирующей активы Геннадия Тимченко.
1 октября 2014 года на должность руководителя Volga Group назначен Чернышенко Дмитрий Николаевич. В число обязанностей нового директора входит повышение эффективности управления инвестициями группы и способствование росту их акционерной стоимости, контроль за реализацией крупных проектов, а также поиск новых инвестиционных возможностей. В январе 2015 года Дмитрий Чернышенко покинул компанию.
23 октября 2014 года Volga Group закрыла сделку по приобретению 40 % компании Алма Груп. По словам создателей проекта, это первый в России большой комплекс по выращиванию и обработке яблок высокого уровня.

## Стратегия развития
Согласно докладу на ПМЭФ, в ближайшие годы Volga Group планирует сосредоточиться на российском рынке. Инвестировать планируется в следующие стратегические направления: энергетика, транспорт и инфраструктура.
В сентябре 2014 года ФАС России удовлетворила ходатайство Volga Group о приобретении 40 % ООО «Алма Холдинг», основным видом деятельности которого является оптовая торговля пищевыми продуктами и напитками. «Эта инвестиция дополнит портфель проектов группы в области потребительского рынка, которые важны для продовольственной безопасности страны и здоровья людей», — прокомментировал сделку Геннадий Тимченко.

## Структура компании
Volga Group объединяет следующие инвестиции:
1. 23 % акций газодобывающей компании «Новатэк»;
2. 63 % акций строительной компании «Стройтрансгаз»;
3. 30 % акций угледобывающей компании «Колмар»;
4. 89 % акций компании «Сахатранс»;
5. 50 % акций компании «Суходол», которая занимается возведением угольного терминала в Приморье;
6. 50 % акций газодобывающей компании «Петромир»;
7. 80 % акций железнодорожной компании «Трансойл»;
8. 15,3 % акций газоперерабатывающей и нефтехимической компании «СИБУР Холдинг»;
9. 24,8 % акций страховой компании SOVAG AG (Германия);
10. 10,2 % акций банка «Россия»;
11. 100 % акций производителя питьевой воды ООО «Акваника»;
12. 49 % спортивного комплекса Хартвалл Арена в Хельсинки, Финляндия.

## Акционеры
Геннадий Тимченко — основатель фонда Volga Group и его основной акционер.

## Международные санкции
28 апреля 2014 года в связи с обострением российско-украинских отношений против компании были введены санкции правительства США. В качестве причины внесения компании в санкционный список называется отношение компании к так называемому «ближнему кругу» президента России В. В. Путина. В мае 2014 года попала под санкции Канады, в 2020 году и под санкции Австралии.
24 марта 2022 года, на фоне вторжения России на Украину, группа попала в санкционный лист Великобритании, Украины и в расширенный список санкций США.